# Новиков Семен Михайлович
Семен Михайлович Новиков (2 [15] лютого 1908, місто Олександрівськ-Грушевський — 3 квітня 1978, місто Київ) — радянський державний і партійний діяч. Член ЦК КПУ в 1952—1956 р. Член ЦК КП Казахстану. Депутат Верховної Ради СРСР 4—6-го скликань.

## Біографія
Народився 2 (15) лютого 1908 року в станиці Олександрівськ-Грушевській (тепер місто Шахти Ростовської області Росії) у родині гірника.
У 1925—1930 роках — секретар волосного комітету комсомолу в Орловській губернії, секретар виконавчого комітету Русько-Бродської районної ради (Орловська губернія), голова виконавчого комітету Русько-Бродської районної ради (Єлецький округ РРФСР).
Член ВКП(б) з 1928 року.
У 1930—1931 роках проходив службу в Червоній армії.
У 1931—1932 роках — голова Ливенської районної Ради профспілок Центрально-Чорноземної області. У 1932—1933 роках — завідувач відділу, заступник секретаря Ливенського районного комітету ВКП(б) Центрально-Чорноземної області РРФСР.
У 1933—1937 роках — помічник начальника політичного відділу радгоспу.
У 1937—1939 роках — 1-й секретар Холминського районного комітету КП(б)У Чернігівської області. У 1939—1940 роках — 1-й секретар Ічнянського районного комітету КП(б)У Чернігівської області.
У 1941 році — секретар Чернігівського обласного комітету КП(б)У по кадрах.
З 1941 року — начальник Особливого відділу НКВС партизанського з'єднання; заступник командира Чернігівського партизанського з'єднання з розвідки. До вересня 1943 року — комісар Чернігівського партизанського з'єднання імені М. М. Попудренка. У 1943 році — секретар Чернігівського підпільного обласного комітету КП(б)У.
У 1943 (затверджений в червні 1944) — листопаді 1946 року — 3-й секретар Чернігівського обласного комітету КП(б)У.
У 1946—1949 роках — слухач Вищої партійної школи при ЦК ВКП(б) у Москві.
З вересня 1949 по травень 1952 року — 2-й секретар Ізмаїльського обласного комітету КП(б)У.
З травня 1952 по 15 лютого 1954 року — 1-й секретар Ізмаїльського обласного комітету КП(б)У.
З 11 березня 1954 по березень 1955 року — 2-й секретар Одеського обласного комітету КПУ.
У березні 1955 року відправлений в розпорядження ЦК КП Казахстану.
З квітня 1955 по січень 1958 року — 1-й секретар Семипалатинського обласного комітету КП Казахстану.
З січня 1958 по грудень 1960 року — 1-й секретар Акмолинського обласного комітету КП Казахстану.
З грудня 1960 по січень 1963 року — 1-й секретар Кокчетавського обласного комітету КП Казахстану. У січні—квітні 1963 року — 1-й секретар Кокчетавського сільського обласного комітету КП Казахстану.
У 1963—1973 роках — завідувач організаційно-інструкторського відділу Управління справами Ради Міністрів Української РСР.
Потім — персональний пенсіонер союзного значення. Перебуваючи на пенсії, працював начальником I-го відділу Міністерства соціального забезпечення Української РСР.
З 27 вересня 1952 по 17 січня 1956 року був членом ЦК КП(б) України. Обирався депутатом Верховної Ради СРСР. Був членом Радянського комітету ветеранів війни, членом Комісії у справах колишніх партизанів Великої вітчизняної війни 1941—1945 років при Президії Верховної Ради Української РСР.

Могила Семена Новикова

Помер 3 квітня 1978 року. Похований в Києві на Байковому кладовищі.

## Нагороди
Нагороджений орденами Червоного Прапора (1.04.1943), Богдана Хмельницького I-го ступеня, Червоної Зірки, двома орденами Трудового Червоного Прапора, орденом Дружби народів (10.02.1978), орденом «Знак Пошани», Почесною грамотою Президії Верховної Ради Української РСР (14.02.1968).